# Zimbabwe Broadcasting Corporation
Zimbabwe Broadcasting Corporation (ZBC) es la empresa de radiotelevisión estatal de Zimbabue. Sucedió a la Zimbabwe Rhodesian Broadcasting Corporation (ZRBC) en 1980, la cual a su vez sucedió a la Rhodesian Broadcasting Corporation (RBC) en 1979. Al igual que la RBC durante el gobierno de minoría blanca encabezado por Ian Smith, la ZBC ha sido acusada de ser el portavoz del régimen de Robert Mugabe, con lo cual no tendría independencia editorial.

## Radio
La ZBC opera cuatro cadenas de radio, las cuales poseen programas de noticias, asuntos internos, programación educativa y música, en inglés, shona y ndebele.

## Televisión
La televisión fue introducida a la entonces Rodesia del Sur en 1960. Fue el primer servicio televisivo de la región, dado que en Sudáfrica no se introdujo la televisión hasta 1976. RBC TV era un servicio comercial que emitía publicidad, a pesar de que también se sustentaba mediante el pago de impuestos. La recepción televisiva está restringida a las grandes ciudades, y la mayoría de la audiencia proviene de la minoría blanca. Posiblemente el director más conocido de la RBC fuese el Dr. Harvey Ward.
La televisión en color fue introducida en 1984, con un segundo canal, disponible sólo en Harare, que fue introducido en 1986. Este canal fue descontinuado en 1997 y reemplazado por el primer canal independiente de Zimbabue, conocido como Joy TV. Este canal transmitió hasta 2002, cuando estuvo sumido en una controversia por dejar de pagar los impuestos y licencias a ZBC.
El principal boletín de noticias de ZBC TV comienza con un hombre en vestimentas tradicionales golpeando un tambor.